# گفلیا
شهر گفلیا (به مقدونی: Гевгелија) با جمعیت  ۲۲٫۹۸۸   نفر  در استان جنوب شرقی کشور مقدونیه شمالی واقع شده‌است.